# José Carmo Pais
Pour les articles homonymes, voir Carmo et Pais.
José Carmo Pais, de son nom complet José António do Carmo Pais est un footballeur et entraîneur de football portugais né le 31 janvier 1947 à Lisbonne et mort le 6 octobre 2015 à Almada. Il évoluait au poste de milieu de terrain.

## Biographie

### En tant que joueur
Carmo Pais est formé dans le club du Benfica Lisbonne mais c'est au Varzim SC qu'il commence sa carrière professionnelle en 1965,.
Titulaire au sein de l'équipe dès sa première saison, il dispute 22 matchs en première division portugaise et marque 3 buts.
Il revient à Benfica pour la saison 1966-1967, il ne profite pas de son expérience de l'année précédente et ne joue qu'un unique match en Coupe du Portugal contre Ovarense le 3 novembre 1966.
Il est directement victime d'un drame survenant au sein du club le matin du lundi 5 décembre 1966. Après une victoire de Benfica en Championnat, en compagnie de six autres coéquipiers (Luciano, Eusébio, Graça, Santana, Cavém et Malta da Silva), ils utilisent un nouveau jacuzzi. Alors que les joueurs sont dans le bain, le dispositif électrique court-circuite. Graça arrivant à s'extraire du jacuzzi coupe le dispositif d'alimentation de l'appareil. Camo Pais s'effondre inconscient lors de l'incident mais recouvre ses esprits plus tard à l'hôpital alors que Luciano meurt électrocuté sur le coup.
Après cette saison, il revient au Varzim SC en 1967. Il ne joue pas la première saison et ne joue que 6 matchs de championnat lors de la seconde.
En 1969, il est transféré au CF Belenenses disputant 11 matchs de première division sur les deux saisons qu'il passe au club,. 
La saison 1971-1972 qu'il dispute avec le SC Beira-Mar est sa dernière saison au sein de l'élite du football portugais,. 
Il joue par la suite dans des clubs des divisions inférieures comme le GD Sesimbra, le SL Cartaxo, le Benfica Castelo Branco ou le Seixal FC,. 
Il dispute au total 57 matchs pour trois buts marqués en première division portugaise,.

### En tant qu'entraîneur
Après avoir raccroché les crampons, il mène une carrière d'entraîneur, évoluant principalement dans des clubs des divisions inférieures du Portugal.